# Antoni Stanisław Morzkowski
Antoni Stanisław Morzkowski herbu Ślepowron – sędzia ziemski wieluński w latach 1765–1777, regimentarz generalny województw i ziem złączonych w konfederacji barskiej w 1769 roku, sędzia grodzki wieluński, marszałek ziemi wieluńskiej w konfederacji barskiej w 1768 roku.
W 1764 roku jako poseł  ziemi wieluńskiej na sejm elekcyjny był elektorem Stanisława Augusta Poniatowskiego z ziemi wieluńskiej. Poseł na Sejm Czaplica 1766 roku z ziemi wieluńskiej. Członek konfederacji radomskiej w 1767 roku.